# Perigonia leucopus
Perigonia leucopus är en fjärilsart som beskrevs av Rothschild och Jordan 1910. Perigonia leucopus ingår i släktet Perigonia och familjen svärmare. Inga underarter finns listade i Catalogue of Life.